# Herniaria hemistemon
Herniaria hemistemon är en nejlikväxtart som beskrevs av Jacques Étienne Gay. Herniaria hemistemon ingår i släktet knytlingar, och familjen nejlikväxter. Inga underarter finns listade i Catalogue of Life.